# マティク・オソブニカル

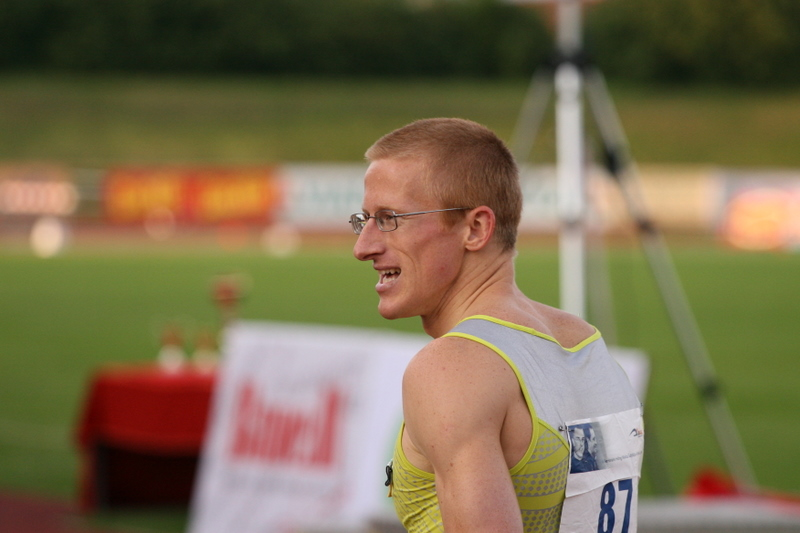
2007年

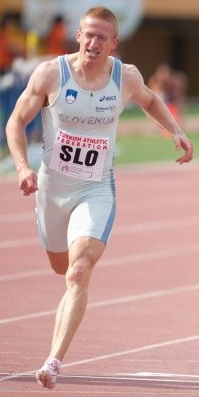
2011年ヨーロッパチーム選手権

マティク・オソブニカル（Matic Osovnikar、1980年1月19日 ‐ ）は、スロベニア・クラーニ出身で短距離走を専門にしていた元陸上競技選手。100mの10秒13、200mの20秒47など、複数種目のスロベニア記録保持者。2007年大阪世界選手権男子100mのファイナリスト（7位）である。
オソブニカルは白人選手ながら2007年大阪世界選手権男子100mで決勝に進出し、7位入賞を果たした。この種目において白人選手が決勝に進出したのは1987年ローマ大会以来、実に20年ぶりの出来事だった。

## 経歴

### 2000年
9月のシドニーオリンピックで世界大会初出場を果たすと、男子4×100mリレーに出場した。女子も含めてスロベニア初の出場となったこの種目で、予選を39秒25のスロベニア新記録（当時）で突破したものの準決勝は失格に終わった。しかし、これは現在も4×100mリレーにおけるスロベニア最高成績となっている。

### 2001年
7月にヨーロッパU23選手権に出場すると、男子100mは3位と0秒02差の4位（10秒47/+2.2）で惜しくもメダルを逃した。しかし、男子4×100mリレーでは2走を務めると、39秒35をマークして3位に入り銅メダル獲得に貢献した。これは女子も含めてスロベニア初となるトラック競技のメダルを獲得という快挙だった。

### 2003年
3月にバーミンガム世界室内選手権男子200mに出場すると、予選を20秒77のスロベニア新記録、準決勝を20秒87で突破し、この種目ではスロベニア勢初となる決勝に進出した。決勝は21秒17とタイムを落とし、3位のドミニク・デメリットと0秒25差の4位でメダルを逃した。しかし、これは200mにおけるスロベニア最高成績である。

### 2004年
3月のブダペスト世界室内選手権男子60mに出場すると、予選と準決勝を6秒60のスロベニア新記録（当時）で突破し、この種目ではスロベニア勢初となる決勝に進出した。決勝でもスロベニア新記録となる6秒58をマークしたが5位に終わった。8月のアテネオリンピックには男子100mと男子200mに出場した。両種目においてスロベニア勢初の出場を果たすと、男子100mは1次予選を10秒15（+0.8）のスロベニア新記録（当時）で突破したが、2次予選は準決勝に着順で突破できる組3着と同タイム着差ありの4着に終わり、タイムでも拾われずに敗退した。男子200mは2次予選を20秒47（+0.5）のスロベニア新記録で突破したが、準決勝は組8着で敗退した。男子100mの2次予選2組4着、男子200mの準決勝2組8着という成績は、現在もオリンピック両種目におけるスロベニア勢最高成績となっている。

### 2006年
3月のモスクワ世界室内選手権男子60mでは2大会連続で決勝に進出したが、決勝ではスロベニアタイ記録の6秒58をマークするも3位と0秒04差の4位でメダルを逃した。これは現在もこの種目におけるスロベニア勢最高成績となっている。8月のヨーロッパ選手権では男子100mでスロベニア勢初となる決勝に進出すると、決勝で10秒14（+1.3）のスロベニア新記録（当時）を樹立。フランシス・オビクウェル（9秒99）、アンドレイ・エピシン（10秒10）に次ぐ3位に入り、全種目を通じてスロベニア男子勢初のメダルとなる銅メダルを獲得した。

### 2007年
3月のヨーロッパ室内選手権男子60mに出場すると、この種目ではスロベニア勢初となる決勝に進出したが、決勝では3位のロナルド・ポニョンと0秒03差の4位に終わりメダルを逃した。8月の大阪世界選手権には男子100mと男子200mに出場すると、男子100mは2次予選を10秒13（+1.8）のスロベニア新記録、準決勝を10秒17（+0.3）で突破。この種目ではスロベニア勢初、白人勢20年ぶりとなる決勝に進出し、決勝は10秒23（-0.5）で7位入賞を果たした。男子200mでは初めて2次予選に進出したが、準決勝に進出できる組4着と0秒25差の5着で敗退した。男子100mの7位、男子200mの2次予選1組5着という成績は、現在も世界選手権両種目におけるスロベニア最高成績となっている。

## 自己ベスト
記録欄の（　）内の数字は風速（m/s）で、+は追い風を意味する。
| 種目 | 記録           | 年月日                     | 場所                | 備考           |
| 屋外 | 屋外           | 屋外                       | 屋外                | 屋外           |
| ---- | -------------- | -------------------------- | ------------------- | -------------- |
| 100m | 10秒13 (+0.8)  | 2007年8月25日              | 大阪                | スロベニア記録 |
| 100m | 10秒04w (+3.2) | 2009年7月25日              | ヴォルフスベルク    | 追い風参考記録 |
| 200m | 20秒47 (+0.5)  | 2004年8月24日              | アテネ              | スロベニア記録 |
| 室内 |                |                            |                     |                |
| 60m  | 6秒58          | 2006年3月10日 2004年3月5日 | モスクワ ブダペスト | スロベニア記録 |
| 100m | 10秒41         | 2006年2月4日               | タンペレ            |                |
| 200m | 20秒77         | 2003年3月14日              | バーミンガム        | スロベニア記録 |

## 主要大会成績
備考欄の記録は当時のもの
| 年   | 大会                                 | 場所               | 種目    | 結果          | 記録          | 備考                          |
| ---- | ------------------------------------ | ------------------ | ------- | ------------- | ------------- | ----------------------------- |
| 1997 | ヨーロッパジュニア選手権 (en)        | リュブリャナ       | 200m    | 予選2組7着    | 21秒74 (+0.6) |                               |
| 1997 | ヨーロッパジュニア選手権 (en)        | リュブリャナ       | 4x100mR | 5位           | 41秒08 (2走)  |                               |
| 1998 | 世界ジュニア選手権                   | アヌシー           | 4x100mR | 予選1組7着    | 41秒18 (2走)  |                               |
| 2000 | オリンピック                         | シドニー           | 4x100mR | 準決勝失格    | DQ (2走)      | 予選39秒25：スロベニア記録    |
| 2001 | ヨーロッパU23選手権 (en)             | アムステルダム     | 100m    | 4位           | 10秒47 (+2.2) |                               |
| 2001 | ヨーロッパU23選手権 (en)             | アムステルダム     | 200m    | 予選3組3着    | 21秒41 (-1.0) |                               |
| 2001 | ヨーロッパU23選手権 (en)             | アムステルダム     | 4x100mR | 3位           | 39秒95 (2走)  |                               |
| 2001 | 地中海競技大会 (en)                  | ラデス             | 100m    | 6位           | 10秒32 (-2.5) |                               |
| 2002 | ヨーロッパ室内選手権 (en)            | ウィーン           | 200m    | 予選3組3着    | 21秒26 (-1.0) |                               |
| 2002 | ヨーロッパ選手権 (en)                | ミュンヘン         | 100m    | 準決勝1組7着  | 10秒49 (0.0)  |                               |
| 2002 | ヨーロッパ選手権 (en)                | ミュンヘン         | 200m    | 1次予選2組6着 | 21秒55 (-0.2) |                               |
| 2002 | ヨーロッパ選手権 (en)                | ミュンヘン         | 4x100mR | 予選1組6着    | 39秒71 (2走)  |                               |
| 2003 | 世界室内選手権                       | バーミンガム       | 200m    | 4位           | 21秒17        | 予選20秒77：スロベニア記録    |
| 2003 | 世界選手権                           | パリ               | 100m    | 2次予選3組7着 | 10秒35 (0.0)  |                               |
| 2004 | 世界室内選手権                       | ブダペスト         | 60m     | 5位           | 6秒58         | スロベニア記録                |
| 2004 | 世界室内選手権                       | ブダペスト         | 200m    | 予選棄権      | DNS           |                               |
| 2004 | オリンピック                         | アテネ             | 100m    | 2次予選2組4着 | 10秒26 (0.0)  | 1次予選10秒15：スロベニア記録 |
| 2004 | オリンピック                         | アテネ             | 200m    | 準決勝2組8着  | 20秒89 (+0.2) | 2次予選20秒47：スロベニア記録 |
| 2005 | ヨーロッパ室内選手権 (en)            | マドリード         | 60m     | 準決勝1組5着  | 6秒66         |                               |
| 2005 | ヨーロッパ室内選手権 (en)            | マドリード         | 200m    | 準決勝棄権    | DNS           |                               |
| 2005 | 地中海競技大会 (en)                  | アルメリア         | 100m    | 優勝          | 10秒35 (-0.4) |                               |
| 2005 | 地中海競技大会 (en)                  | アルメリア         | 200m    | 優勝          | 20秒75 (+0.6) |                               |
| 2005 | 地中海競技大会 (en)                  | アルメリア         | 4x100mR | 3位           | 39秒57 (2走)  |                               |
| 2005 | 世界選手権                           | ヘルシンキ         | 100m    | 2次予選3組7着 | 10秒48 (+0.7) |                               |
| 2005 | 世界選手権                           | ヘルシンキ         | 200m    | 1次予選4組5着 | 20秒94 (+1.3) |                               |
| 2006 | 世界室内選手権                       | モスクワ           | 60m     | 4位           | 6秒58         | スロベニア記録                |
| 2006 | ヨーロッパ選手権                     | イェーテボリ       | 100m    | 3位           | 10秒14 (+1.3) |                               |
| 2006 | ヨーロッパ選手権                     | イェーテボリ       | 200m    | 準決勝1組8着  | 21秒08 (+1.1) |                               |
| 2006 | ヨーロッパ選手権                     | イェーテボリ       | 4x100mR | 予選途中棄権  | DNF (4走)     |                               |
| 2007 | ヨーロッパ室内選手権 (en)            | バーミンガム       | 60m     | 4位           | 6秒63         |                               |
| 2007 | 世界選手権                           | 大阪               | 100m    | 7位           | 10秒23 (-0.5) | 2次予選10秒13：スロベニア記録 |
| 2007 | 世界選手権                           | 大阪               | 200m    | 2次予選1組5着 | 20秒65 (+0.3) |                               |
| 2007 | ワールドアスレチック ファイナル (en) | シュトゥットガルト | 100m    | 7位           | 10秒35 (-0.3) |                               |
| 2008 | オリンピック                         | 北京               | 100m    | 2次予選3組6着 | 10秒24 (-0.2) |                               |
| 2008 | オリンピック                         | 北京               | 200m    | 2次予選2組8着 | 20秒95 (+0.2) |                               |
| 2009 | ヨーロッパ室内選手権 (en)            | トリノ             | 60m     | 予選4組5着    | 6秒74         |                               |
| 2009 | 世界選手権                           | ベルリン           | 100m    | 1次予選1組5着 | 10秒52 (-0.4) |                               |
| 2010 | ヨーロッパ選手権                     | バルセロナ         | 100m    | 準決勝3組5着  | 10秒51 (-1.0) |                               |
| 2010 | ヨーロッパ選手権                     | バルセロナ         | 200m    | 予選2組7着    | 21秒36 (0.0)  |                               |
| 2010 | ヨーロッパ選手権                     | バルセロナ         | 4x100mR | 予選失格      | DQ (2走)      |                               |
| 2012 | ヨーロッパ選手権                     | ヘルシンキ         | 100m    | 予選1組6着    | 10秒60 (+1.4) |                               |